# Furcula urupura
Furcula urupura är en fjärilsart som beskrevs av Felix Bryk 1941. Furcula urupura ingår i släktet Furcula och familjen tandspinnare. Inga underarter finns listade i Catalogue of Life.